# Haruo Umezaki
Pour les articles homonymes, voir Umezaki.
Haruo Umezaki (梅崎 春生, Umazaki Haruo), né le 15 février 1915 à Sunoko-machi (de nos jours  Ōtemon, Chūō-ku), Fukuoka et mort le 19 juillet 1965, est un écrivain japonais.

## Biographie
Né à Fukuoka, la grande ville au nord de l'ile méridionale de Kyushu, Umezaki fréquente le 5e lycée de l'Université de Kumamoto, puis étudie le japonais et la littérature à l'université impériale de Tokyo.
Il travaille ensuite dans cette même université pour la faculté des sciences de l'éducation (kyōiku). Il termine la guerre au service du chiffre de la Marine impériale japonaise sur des bases de la préfecture de Kagoshima, au sud de l'ile de Kyushu ; cette période militaire et sa connaissance de cette région de Kyushu lui inspira plusieurs de ses livres, du premier, Sakurajima au dernier, Genka.
Après la guerre, il travaille à la rédaction du journal Sunao (素直) de Shin’ichi Eguchi (1914-1979), dans lequel paraît également son premier livre, une nouvelle, Sakurajima (1946), basée sur son expérience militaire sur une base de Kagoshima, qui reste un de ses ouvrages les plus connus. En 1954, il est lauréat du prix Naoki pour Boroya no shunjū. Umezaki fait partie de la première génération des écrivains d'après-guerre.

## Principales œuvres traduites en anglais
- Sakurajima (桜島), 1946. Une nouvelle située à la fin de la Guerre du Pacifique dont le titre est basé sur l'ile volcanique du même nom, Sakurajima, face à la ville de Kagoshima à l'extrémité sud de la grande ile de Kyushu. Cette nouvelle a été publiée deux fois en anglais par l'éditeur japonais Kōdansha International dans des recueils de nouvelles sur la Guerre du Pacifique titrés respectivement The shadow of sunrise et The catch and other war stories.
- Hi no hate (日の果て) (End of the day), 1947.
- Kuroi hana (黒い花) (Black Flower), 1950.
- Nise no kisetsu (Season of forgery),
- Suna dokei (The Hourglass),
- Boroya no shunjū (ボロ家の春秋) (Shanty Life, ou Occurrences of an Old Dilapidated House), 1954.
- Kurui-dako (狂ひ凧), 1964.

## Œuvres traduites en français
- 1946 : Sakurajima, la nouvelle située à la fin de la seconde guerre mondiale près de Kagoshima, qui fit connaitre Haruo Umezaki. Publiée deux fois en anglais par l'éditeur japonais Kodansha, mais toujours pas en français. Cependant, le site Nouvelles du Japon a mis en ligne une traduction en français par Chris Belouad[2].
- 1947 : De minuscules coquillages (Shijimi), nouvelle traduite par Brigitte Allioux, dans Anthologie de nouvelles japonaises contemporaines (Tome II), Gallimard, coll. « Du monde entier », 1989.
- 1964 : Le Cerf-volant fou (Kurui-dako, 狂ひ凧), roman traduit par Jacques Lalloz, Éditions du Rocher, 2008. Édition originale : Kōdansha, Ltd., Tôkyô, 1964.
- 1965 : Hallucinations (Genka, 幻化), roman traduit par Jacques Lalloz, Éditions du Rocher, 1993. Réédition sous le titre Illusions (幻化), Éditions du Rocher, 2006, puis à nouveau, en 2022, sous le titre Hallucinations aux Éditions Cambourakis (Paris), toujours grâce à la traduction de Jacques Dalloz. Ce livre est une suite distante de la nouvelle qui le fit connaitre, Sakurajima (1946).